# 2017年亞洲冬季運動會巴林代表團
2017年亞洲冬季運動會於2017年2月19日至2月26日在日本札幌及帶廣舉行，巴林派出此團參加本屆賽事。然而，巴林其後宣佈退賽，表示不會參與是次賽事。
於是次賽事，巴林原本會派出運動員參與1個運動項目——冰球。